# آلاله آناتولی
آلاله آناتولی (نام علمی: Ranunculus strigillosus) نام یک گونه از سرده آلاله است. سردهٔ آلاله در ایران ۵۵ گونهٔ علفی یک ساله و چند ساله دارد. آلاله آناتولی در فلور ایران نوشته پارسا براساس نوشته فلورا ایرانیکا به احتمال ضعیف در ایران می‌روید.